# 雀斑平鰭鮠
雀斑平鰭鮠，為輻鰭魚綱鯰形目平鰭鮠科的其中一種，為熱帶淡水魚，分布於非洲安哥拉Cuvo、Luachimo與Tchmenji河流域，體長可達11.8公分，棲息在底層水域，生活習性不明。

## 擴展閱讀
維基物種上的相關：雀斑平鰭鮠